# Переваљск
Переваљск (укр. Перевальськ) град је Украјини у Луганској области. Према процени из 2012. у граду је живело 26.037 становника.

## Становништво
Према процени, у граду је 2012. живело 26.037 становника.
| 1979.  | 1989.  | 2001.  | 2012.  |
| ------ | ------ | ------ | ------ |
| 33.004 | 31.989 | 29.665 | 26.037 |